# Ponsse
Ponsse Oyj je finsko podjetje, ki proizvaja stroje za gozdarstvo kot npr. stroje za podiranje dreves in vlačilce hlodov. Podjetje je ustanovil Einari Vidgrén leta 1970, podjetje je poimenovano po vrsti lovskega psa.
Sedež podjetje je v mestu Vieremä. 

## Zunaje povezave
Predstavnosti o temi Ponsse v Wikimedijini zbirki
- Uradna stran